# Farol de rodillas
En tauromaquia, el farol de rodillas es una suerte que se puede realizar con el capote y con la muleta. La tradición taurina señala a Manuel Domínguez como uno de los precursores del toreo de rodillas. Es una variación del farol de pie y fue una suerte muy recurrente en la tauromaquia de Félix Rodríguez a finales de los años veinte, ligando los faroles de rodillas e iniciando la suerte cada vez más en corto.
El farol de rodillas se ejecuta con el torero de frente al toro, normalmente en posición vertical y arrodillándose en el momento del cite; cuando el toro se arranca haciendo el gesto de humillar, el torero hace un giro de capote y lo hace volar por encima de su cabeza sin soltar las manos. Se finaliza la suerte girando el torero sobre sí mismo, consiguiendo que el toro pase por su espalda.
Algunos de los toreros que han recurrido a esta suerte de forma destacada en las últimas décadas han sido Carlos Pacheco y Luis Mariscal. Actualmente, Rafaelillo ha utilizado el farol de rodillas en numerosas ocasiones para recibir al toro al inicio de sus faenas.